# Гаршино (Крым)
Га́ршино (до 1948 года Бию́к-Актачи́; укр.  Гаршине, крымскотат. Büyük Aqtaçı, Буюк Акътачы) — село в Сакском районе Республики Крым, Лесновского сельского поселения (согласно административно-территориальному делению Украины — Лесновского сельского совета Автономной Республики Крым).

## Население
| 2001 | 2014 |
| ---- | ---- |
| 599  | ↘552 |

Всеукраинская перепись 2001 года показала следующее распределение по носителям языка
| Язык             | Процент |
| ---------------- | ------- |
| русский          | 57.93   |
| крымскотатарский | 23.71   |
| украинский       | 17.2    |
| другие           | 0.17    |

### Динамика численности
| - 1806 год — 282 чел. - 1864 год — 119 чел. - 1889 год — 201 чел. - 1892 год — 106 чел. - 1900 год — 245 чел. - 1915 год — 107/54 чел. | - 1926 год — 306 чел. - 1939 год — 370 чел. - 1989 год — 538 чел. - 2001 год — 599 чел. - 2009 год — 593 чел. - 2014 год — 552 чел. |

## Современное состояние
На 2016 год в Гаршино 10 улиц; на 2009 год, по данным сельсовета, село занимало площадь 79,8 гектара, на которой в 185 дворах числилось 593 жителя. В селе действуют сельская библиотека, фельдшерско-акушерский пункт церковь Сорока святых мучеников Севастийских, Гаршино связано автобусным сообщением с Саками.

## География
Гаршино — село в центре района, в степной части Крыма на восточном берегу озера Сасык, высота села над уровнем моря — 12 м. Ближайшие сёла: Куликовка — 0,5 км на восток и Охотниково — в 2,5 км на север. Расстояние до райцентра — примерно 11 километров (по шоссе), там же ближайшая железнодорожная станция. Транспортное сообщение осуществляется по региональной автодороге 35Н-454 — 1 км от шоссе 35Н-441 Новосёловское — Саки" (по украинской классификации С-0-11218).

## История
Первое документальное упоминание села встречается в Камеральном Описании Крыма… 1784 года, судя по которому, в последний период Крымского ханства Бьюк Актачи входил в Каракуртский кадылык Бахчисарайского каймаканства. После присоединения Крыма к России (8) 19 апреля 1783 года, (8) 19 февраля 1784 года, именным указом Екатерины II сенату, на территории бывшего Крымского Ханства была образована Таврическая область и деревня была приписана к Евпаторийскому уезду. После Павловских реформ, с 1796 по 1802 год, входила в Акмечетский уезд Новороссийской губернии. По новому административному делению, после создания 8 (20) октября 1802 года Таврической губернии, Биюк-Актачи был включён в состав Тулатской волости Евпаторийского уезда.
По Ведомости о волостях и селениях, в Евпаторийском уезде с показанием числа дворов и душ… от 19 апреля 1806 года в деревне Буюк-Актачи числилось 42 двора, 271 крымский татарин и 11 цыган. На военно-топографической карте 1817 года деревня Биюк актачи обозначена с 42 дворами. После реформы волостного деления 1829 года Биюк-Актачи, согласно «Ведомости о казённых волостях Таврической губернии 1829 года», отнесли к Темешской волости (переименованной из Тулатской). На карте 1836 года в деревне 26 дворов, как и на карте 1842 года.
В 1860-х годах, после земской реформы Александра II, деревню приписали к Сакской волости. Согласно «Памятной книжке Таврической губернии за 1867 год», деревня Биюк Актачи была покинута жителями в 1860—1864 годах, в результате эмиграции крымских татар, особенно массовой после Крымской войны 1853—1856 годов, в Турцию и вновь заселена татарами. В «Списке населённых мест Таврической губернии по сведениям 1864 года», составленном по результатам VIII ревизии 1864 года, Биюк-Актачи — владельческая русско-татарская деревня, с 11 дворами, 119 жителями и мечетью при колодцах. По обследованиям профессора А. Н. Козловского 1867 года, глубина колодцев в деревне составляла 2—5 саженей (4—10 м), в половине из которых вода была солоноватая, как и в родниках. На трехверстовой карте 1865—1876 года в деревне Биюк-Акткчи 31 двор).
В «Памятной книге Таврической губернии 1889 года» по результатам Х ревизии 1887 года записан Биюк-Актачи с 38 дворами и 201 жителем. Согласно «…Памятной книжке Таврической губернии на 1892 год», в деревне Биюк-Актачи, входившей в Юхары-Джаминское сельское общество, было 106 жителей в 20 домохозяйствах.
Земская реформа 1890-х годов в Евпаторийском уезде прошла после 1892 года, в результате Биюк-Актачи (записано, как Актачи-Биюк) приписали к Сакской волости. На верстовой карте 1890 года в деревне Актачи обозначено 47 дворов с татарским населением.
По «…Памятной книжке Таврической губернии на 1900 год» в деревне числилось 245 жителей в 48 дворах. На 1914 год в селении действовала татарская земская школа. По Статистическому справочнику Таврической губернии. Ч.II-я. Статистический очерк, выпуск пятый Евпаторийский уезд, 1915 год, в деревне Биюк-Актачи Сакской волости Евпаторийского уезда числилось 38 дворов (1 двор с землёй, 37 — безземельные) с татарскими жителями в количестве 107 человек приписного населения и 54 — «постороннего», из которых 89 мужчин и 63 женщины. Жители владели 300 десятинами удобной земли. В хозяйствах имелось 170 лошадей, 40 коров и 1100 голов мелкого скота.
После установления в Крыму Советской власти, по постановлению Крымревкома от 8 января 1921 года № 206 «Об изменении административных границ» была упразднена волостная система и село вошло в состав Евпаторийского района Евпаторийского уезда, а в 1922 году уезды получили название округов. 11 октября 1923 года, согласно постановлению ВЦИК, в административное деление Крымской АССР были внесены изменения, в результате которых округа были отменены и произошло укрупнение районов — территорию округа включили в Евпаторийский район. Согласно Списку населённых пунктов Крымской АССР по Всесоюзной переписи 17 декабря 1926 года, в селе Биюк-Актачи, Айдаргазского сельсовета Евпаторийского района, числилось 63 двора, из них 62 крестьянских, население составляло 306 человек, из них 299 татар, 5 украинцев, 1 русский, 1 немец, действовала татарская школа. Постановлением президиума КрымЦИК от 26 января 1935 года «Об образовании новой административной территориальной сети Крымской АССР» был создан Сакский район и село включили в его состав. По данным всесоюзная перепись населения 1939 года в селе проживало 370 человек.
В 1944 году, после освобождения Крыма от фашистов, согласно Постановлению ГКО № 5859 от 11 мая 1944 года, 18 мая крымские татары были депортированы в Среднюю Азию. 12 августа 1944 года было принято постановление № ГОКО-6372с «О переселении колхозников в районы Крыма», по которому в район из Курской и Тамбовской областей РСФСР в район переселялись 8100 колхозников, а в начале 1950-х годов последовала вторая волна переселенцев из различных областей Украины. С 25 июня 1946 года Биюк-Актачи в составе Крымской области РСФСР. Указом Президиума Верховного Совета РСФСР от 18 мая 1948 года, Биюк-Актачи переименовали в Гаршино. 26 апреля 1954 года Крымская область была передана из состава РСФСР в состав УССР. Время включения в состав Новосёловского сельсовета пока не установлено: на 15 июня 1960 года село уже числилось в его составе. Указом Президиума Верховного Совета УССР «Об укрупнении сельских районов Крымской области», от 30 декабря 1962 года село присоединили к Евпаторийскому району. 1 января 1965 года, указом Президиума ВС УССР «О внесении изменений в административное районирование УССР — по Крымской области», Евпаторийский район был упразднён и село включили в состав Сакского (по другим данным — 11 февраля 1963 года). По данным переписи 1989 года в селе проживало 538 человек. С 12 февраля 1991 года село в восстановленной Крымской АССР, 26 февраля 1992 года переименованной в Автономную Республику Крым. С 21 марта 2014 года в составе Крыма аннексировано Россией.